# Bándi Gábor
Bándi Gábor (sz. Kostya; Budapest, 1939. augusztus 17. ‒ Veszprém, 1988. július 26.) régész-muzeológus, a bronzkor nemzetközi hírű kutatója, múzeumigazgató, minisztériumi osztályvezető.

## Pályája
Értelmiségi családban született, Kostya Sándor és Balázs Gabriella gyermekeként. Szülei válása után, 1945-ben Kalocsára költözött, a nagyszüleihez. A kalocsai I. István Gimnáziumban érettségizett 1957-ben, majd visszatért a fővárosba, hogy tanulmányait az ELTE Bölcsészettudományi Karán folytassa. Az egyetemen Banner János, Bóna István és Kalicz Nándor tanítványaként ősrégészetet és történelmet tanult. 1962-ben történelem szakos tanári-régészdiplomát szerzett, majd 1963-ban ősrégészetből doktorált. 
1962 nyarától 1973 elejéig a pécsi Janus Pannonius Múzeumban dolgozott, először gyakornokként, majd régész-muzeológusként, 1964-től a Régészeti Osztály vezetőjeként, 1970-től egyszersmind a múzeum tudományos titkáraként. 1967‒70 között az MTA TMB-n Kalicz Nándor aspiránsa volt.
1973. februárban, miután sikeresen megpályázta a Vas Megyei Múzeumok (VMM) igazgatói posztját, családjával Pécsről Szombathelyre költözött. 34 évesen akkoriban ő lett a legfiatalabb múzeumigazgató. Felelősségteljes munka várt rá, annál is inkább, mert a nagyhírű elődnek, a római kori ásatásokat végző Szentléleky Tihamér régészprofesszornak ‒ a modern Savaria-kutatás megalapozójának, a múzeum addigi igazgatójának, a VMM főigazgatójának ‒ örökébe kellett lépnie. Bándi Gábor ettől kezdve 12 éven át sikeresen, nagy szaktudással és lelkiismerettel, egyszersmind modern menedzser-szemlélettel és hozzáállással vezette a megye múzeumi életét, nem csupán a VMM igazgatói minőségében, hanem a Régészeti Osztály vezetőjeként is. Közben 1983-ban muzeológiai célú tanulmányutat tett az USA-ban.
1985 őszén koncepciós eljárással leváltották a VMM vezetői posztjáról és menesztették a megyéből. Budapestre került, ahol a Művelődési Minisztérium Múzeumi Igazgatóságán igazgatóhelyettes lett, majd 1988 májusától haláláig osztályvezetőként dolgozott. 
50 éves sem volt, amikor 1988. július 26-án tragikus hirtelenséggel elhunyt. Augusztus 9-én vettek tőle végső búcsút a Kalocsai Köztemetőben. A Balázs család szomorúfűz-domborművel díszített, kettős fedett sírboltjában pihen, dr. bándi-kostya gábor néven.

## Munkássága
Egyetemi éveiben már adatközlésekkel és tudományos dolgozattal járult hozzá a bronzkor ekkoriban fellendülő hazai régészeti feltárásához, megalapozva ezzel elkövetkezendő ősrégészeti kutatásait a Dunántúl területén. Diplomamunkájának címe: A Nyergesújfalu-téglagyári korabronzkori telep és a tokodi csoport néhány kérdése. Pályája kezdetén jelentős eredményeket ért el a Dunántúl kora- és középső bronzkorának kutatásában. Feltárta a pécs‒nagyárpádi korabronzkori települést (1963‒67) és részt vett a Székesfehérvári Múzeum által létrehozott földvárkutató munkaközösség munkájában. A lovasberényi Mihályvárott feltárta hazánk eddig ismert egyetlen közép-bronzkori fémvárát és fémműves műhelyét. A dél-dunántúli kora- és középső bronzkor nemzetközileg elismert, ambiciózus kutatója lett, kitűnő ásató régész, leletmentő és elméleti szakember, akinek nevéhez alapvető tudományos feldolgozások fűződnek, mindenekelőtt a mészbetétes kerámiakultúra kialakulása, elterjedése és kapcsolatainak feltárása témakörében. A hatvanas években Bándi egyike volt a legtöbbet ásató hazai ősrégészeknek. A mészbetétes kultúra általa megkutatott ill. feltárt telepei közül Túrony és Szebény, a temetők közül Siklós és Siófok‒Széplak a legfontosabb. Részt vett a Vatya-kultúra magaslati telepeinek vizsgálatában, és végzett önálló temetőfeltárásokat is (Ercsi, Dunapataj, Kiskőrös). Pécsi évei alatt sokat dolgozott együtt egykori diáktársával, Kovács Tibor régésszel, aki később a Nemzeti Múzeum igazgatója lett. Közösen publikáltak fontos tanulmányokat a szeremlei kultúráról, valamint bronzkori földvárakkal foglalkozó kutatócsoportot hoztak létre, amely később, Bándi vasmegyei évei alatt is tovább működött. A nagyközönség számára íródott Baranya megye története az őskortól az Árpád-korig c. monográfia egyik szerzője, szerkesztője volt.
Munkásságának 1973-tól kezdődő, második szakasza Vas megyéhez kötődött, ahol elsősorban az aeneolitikum (kőrézkor) és a korai bronzkor kérdéseivel foglalkozott, de tovább kutatta a középső bronzkort is. Tervásatásokat kezdeményezett (Iseum, Karakó, Sé), majd 1974-ben megindította Velemszentviden azt a több évtizedre tervezett ásatás-sorozatot, amely a legfontosabb kutatási témája lett és amelybe később francia régészek is bekapcsolódtak. Bándi szívügyének tekintette a muzeológiai eredmények népszerűsítését, ezért kinevezésekor azonnal megszervezte a Nevelési és Propaganda Osztályt, aminek égisze alatt, az ő vezetésével és tervei alapján kezdték kialakítani a Szt. Vid-hegy oldalában Magyarország első régészeti parkját, melyből azonban csupán néhány épületrekonstrukció készült el (később vandálok azt is szétverték, az egészből semmi nem maradt). Az európai hírű velemi lelőhelyen ‒ az egykor virágzó bronzkori város helyszínén ‒ nemcsak ásatott és kutatott, hanem baráti-szakmai összejöveteleket is szervezett, melyek egyik emlékezetes epizódja az a riport, amit 1979 őszén a Másfélmillió lépés Magyarországon című televíziós országjáró sorozat forgatócsoportja készített vele a Szt. Vid-hegyen és Cák mellett. A filmsorozat következő részében, az 1986 nyár végén forgatott …és még egymillió lépés elején még egyszer láthatjuk őt Velemszendviden, az akkor már tönkretett régészeti bemutatóhelyen, majd Szombathelyen, a sé‒oladi kilátóban és a Savaria Múzeumban tartott hosszabb előadást a stáb kamerája előtt. Bándi Gábor „Velemi beszélgetések” címmel tudományos konferenciasorozatot is szervezett, és az ott elhangzó előadásokat megjelentette (1977, 1982). 
Mindezek mellett figyelemre méltó tudományos szervező tevékenységet folytatott nemcsak megyei, de országos és nemzetközi szempontból is. Régészeti konferenciák aktív előadója, résztvevője volt. 1973–74-ben megindította a régészeti gyűjtemény korszakonkénti szétválasztását, valamint a vasi kisgyűjtemények (Jánosháza, Sárvár, Vasvár) revízióját és Szombathelyre koncentrálását. Egységessé tette a múzeumi szervezet katalógusait, melyekből Vas Megyei Múzeumok Katalógusai néven 119-et adtak ki a vezetése idején. Felelős szerkesztője és kiadója volt a Savaria, a Vas Megyei Múzeumok Értesítőjének és a múzeum évkönyveinek is, 1980-tól pedig Kovács Tiborral együtt szerkesztették a Múzeumi Közleményeket, a Művelődési Minisztérium Múzeumi Osztályának periodikáját. 1973-tól nemzetközi hírnevet szerzett a Szombathelyi Textilbiennálénak, majd 1975-ben – a Megyei Tanács támogatásával – elindította a velemi Textilművészeti Alkotóműhely korszakalkotó, műfajteremtő tevékenységét. Szombathelyen az ő kezdeményezésére és részvételével újult meg a Savaria és a Smidt Múzeum, születtek új állandó kiállítások, jött létre a képtár, kapott modern arculatot a Derkovits Emlékmúzeum és került megalakításra a Dési Huber István Emlékmúzeum. A megyeszékhelyen kívül is több új kiállító- és néprajzi bemutatóhely létesült a közreműködésével, így a Vasi Múzeumfalu, a magyarszombatfai Fazekasház, a szalafői Pityerszer és a cáki pincesor (1977), a Ság-hegyi Múzeum, a Sárvári várban ‒ a műemléki rekonstrukció után ‒ a Nádasdy Ferenc Múzeum új állandó kiállítása (1978), majd ugyanitt a Huszárgyűjtemény (1983), Kőszegen a Patikamúzeum (1979), Körmenden a Rába Helytörténeti Múzeum (1981), Szentgotthárdon a Helytörténeti és Nemzetiségi Múzeum (1983). 1980-tól megindította Vas megye régészeti légifotóztatását, 1981-ben a régészeti topográfia előkészítését. 1982-ben Bozsokon nagysikerű nemzetközi konferenciát szervezett a bronzkori emlékek európai kapcsolatrendszeréről, „Kapcsolatok Észak‒Dél között” címmel. 1984-ben létrehozta a Savaria Múzeum Régizene Baráti Körét, amely a Capella Savaria szponzorálásával megalapozta az itthon már addig is jól ismert énekegyüttes nemzetközi hírnevét és lehetővé tette számos lemezfelvételét. Bándi Gábor Vas megyei működésének egyik utolsó közéleti aktusa a Szombathelyi Képtár megnyitása volt, 1985-ben.
Vas megyéből 1985 őszén, méltatlan körülmények között kellett távoznia. Menesztésében, ami nemcsak számára jelentett nehezen feldolgozható törést, hanem a megye múzeumügyének is tartós kárt okozott, nagy szerepe lehetett A magyar múzeumi hálózat fenntartási és irányítási problémái 1960–1982 címmel írt 1984-es programadó tanulmányának, mely a Múzeumi Közleményekben jelent meg. Budapestre került, ahol októbertől a Művelődési Minisztérium Központi Múzeumi Igazgatóságának igazgatóhelyettesi posztját töltötte be. Ebben a minőségében több mint két éven át irányította az ország számos pontján megrendezésre kerülő múzeumi kiállítások szervezését és kivitelezését. 1988 májusától a minisztérium Közgyűjteményi Főosztálya Múzeumi Osztályát vezette, ahol egyre nehezedő anyagi lehetőségek között, a szellemi erők koncentrálásával készült a magyar múzeumi élet újjászervezésére. Érdeklődött a számítástechnika múzeumi alkalmazhatósága iránt, melynek bevezetését az elsők között szorgalmazta, mindenekelőtt a katalogizálás korszerűsítése és megkönnyítése érdekében. Utolsó évében tevékenyen részt vett a Kalocsai Érseki Kincstár kialakításában, melynek állományáról részletes katalógust készített, a kincsek hazai és külföldi megismertetése céljából.
Élete végén még egyszer visszatért Velembe, hogy egy francia régészcsoporttal közösen kutassák a több ezer éves bronzkori település és a galliai Bibracte közötti rokonság motívumait, a kelta‒gall közös gyökereket. Az együttműködés keretében a franciaországi Mont Beuvray-ba készült, hogy ott folytassák a Velemszentviden megkezdett feltáró munkát.

Tele volt tervekkel, a megvalósításukra irányuló bizakodással, és már nekilátott főművének, a velemi ásatások monografikus feldolgozásának is, amikor bekövetkezett váratlan, korai halála, derékba törve egy termékeny és tevékeny életpályát.

## Tagságai
1978-tól tagja volt az MTA Régészeti Bizottság Ősrégészeti Albizottságának és az Országos Múzeumi Tanácsnak, amelynek később főtitkárhelyettese, 1985-től főtitkára lett.

## Publikációi
Több mint félszáz tudományos publikációja javarészt szakmai folyóiratokban, évkönyvekben jelent meg.

## Elismerései
- Nívódíj (1970)
- Szocialista Kultúráért (1979)
- Kuzsinszky Bálint-emlékérem (1980)
- Móra Ferenc-emlékérem (1983)
- Vas Megyéért Emlékérem (posztumusz, 1999)